# Гебхард (граф Лангау)
Гебхард I (нем. Gebhard I; приблизительно 815/820 —879) — граф в Лангау в 838—879 годы, граф в Веттерау, фогт Кеттенбаха/Гемюндена; сын Удо II, графа в Нижнем Лангау; родоначальник династии Конрадинов.

## Биография

### Происхождение
Отцом Гебхарда I был Удо II Старший, который упоминается в 821—826 годах как граф в Нижнем Ландгау. По версии Дональда Джекмана и Иоганна Фрида, он идентичен Эду (ум. 834), графу Орлеана. Он состоял в родстве с Робертинами и Каролингами.

### Правление
Гебхард I упоминается в документах в 838—879 годах. В 838 году Гебхард, вместе с графом Поппо I из Грапфельда и архиепископом Майнца Отгаром, поддержал императора Людовика Благочестивого в борьбе против его сына Людовика Немецкого. Позже его сыновья участвовали в войнах между Каролингскими королями, держа сторону правителей Западно-Франкского королевства, из-за чего в 861 году они были изгнаны из своих владений, но после смерти Людовика Немецкого смогли вернуться.
Гебхард умер в 879 году, перед смертью постригшись в монахи в Гемюндене. Ему наследовал старший сын Удо.

### Семья
Жена: N, сестра Эрнста, маркграфа Баварского Нордгау. Дети:
- Удо (ок. 835 — после 879), граф в Лангау
- Вальдо (ок. 835 — после 879), аббат монастыря Св. Максимина в Трире
- Бертольф (ок. 835—883), архиепископ Трира с 869
- Беренгар (ок. 836 — после 879), граф в Гессенгау